# 圆叶水苎麻
圆叶水苎麻（学名：Boehmeria macrophylla var. rotundifolia）为荨麻科苎麻属下的一个变种。

## 扩展阅读
- 維基物種上的相關：圆叶水苎麻